# Stockholm (Maine)
Stockholm – miasto w Stanach Zjednoczonych, w stanie Maine, w hrabstwie Aroostook.